# Klosterhede Plantage
Klosterhede Plantage är, tillsammans med den västerom liggande Kronhede Plantage, ett av Danmarks största skogsområden med en areal på cirka 63 km². Det är det tredje största skogsområdet i Danmark efter Silkeborgsskogarna och Rold Skov. Området ligger mellan Lemvig, Struer och Holstebro i Jylland, cirka 270 km nordväst om huvudstaden Köpenhamn. Större delen ligger i Lemvigs kommun. Mellan Klosterhede Plantage och Kronhede Plantage går Flynder Å där man 1999 för första gången planterade ut bäver i Danmark. 
Den här artikeln är helt eller delvis baserad på material från danskspråkiga Wikipedia, Klosterhede Plantage, tidigare version.